# Cavedago
Cavedago település Olaszországban, Trento megyében. Lakosainak száma 568 fő (2023. január 1.). Cavedago Andalo, Fai della Paganella, Molveno és Spormaggiore községekkel határos.

## Népesség
A település népességének változása:
| Lakosok száma | 520  | 531  | 568  |
|               | 2017 | 2018 | 2023 |